# Octave Tassaert
Pour les articles homonymes, voir Tassaert.
Octave Tassaert, né le 26 juillet 1800 à Paris où il est mort le 22 avril 1874, est un peintre, graveur et illustrateur français.
Il est le petit-fils du sculpteur Jean-Pierre-Antoine Tassaert.

## Biographie
Né dans une famille d'origine flamande et de plusieurs générations d'artistes, Nicolas François Octave Tassaert fut d'abord instruit par son père, Jean-Joseph-François Tassaert (vers 1765-1835) puis par son frère aîné, Paul (mort en 1855), marchand de tableaux. En 1816, Octave Tassaert apprend la gravure avec Alexis-François Girard (1787-1870) puis il étudie à l'École royale des beaux-arts de Paris de 1817 à 1825, sous la direction de Guillaume Guillon-Lethière (1760-1832). Tassaert n'eut jamais accès au prix de Rome.
À la fin des années 1820 et au début des années 1830, l'artiste peint des scènes historiques et quelques portraits, mais pour subvenir à ses besoins, il travaille pour des éditeurs comme graveur et lithographe. Son premier succès vient quand le duc d'Orléans achète l'œuvre La Mort du Correggio au Salon de 1834 (Saint-Pétersbourg, musée de l'Ermitage).
Bien que sa participation à l'Exposition universelle de 1855 ait été bien reçue par les critiques, Tassaert se retire progressivement du monde de l'art qu'il a méprisé et il n'a plus exposé après le Salon de 1857. Hormis à quelques collectionneurs comme Alfred Bruyas et Alexandre Dumas fils, l'artiste cède l'ensemble de son atelier au négociant Pierre–Firmin Martin, dit Le Père Martin, le marchand de tableaux de la rue Saint-Georges, en 1863.
Devenu alcoolique, il cesse de peindre et sa santé se détériore. En 1865, il suit un traitement médical à Montpellier où réside son ami Bruyas, mais sa santé reste précaire après son retour à Paris. Bien que l'on dise qu'il a commencé à écrire de la poésie, presque toute sa production littéraire a disparu. Désespéré, Tassaert meurt à Paris le 22 avril 1874, dans son logement du 12, rue du Géorama (actuelle rue Maurice-Ripoche) d'une asphyxie au monoxyde de carbone, geste très probablement volontaire. Il est à noter que le mode opératoire retenu par l'artiste est le même (utilisation d'un brasero ou poële à charbon) que celui représenté dans son tableau Suicide de 1852,. 

## Son œuvre
Tassaert pratique la scène de genre souvent mélodramatique dénonçant les injustices sociales, comme Le Pauvre Homme Prud'hon ou Le Grenier Correggio. Bien que ses œuvres ne rencontrent pas toujours l'approbation de la critique, il connaît quelques succès populaires durant les années 1850 avec des œuvres représentant les vies des pauvres gens, des familles malheureuses, des mères mourantes, des enfants malades ou abandonnés.
Il peint et dessine également des sujets érotiques.
Paul Gauguin et Vincent van Gogh le reconnurent comme une de leurs influences[réf. nécessaire].
Dans son livre Curiosités esthétiques, Charles Baudelaire écrit : « L'année passée nous avions déjà remarqué M. Tassaert. Il y a là une bonne couleur, modérément gaie, unie à beaucoup de goût. »
- Une famille malheureuse, 1849, huile sur toile, 114 × 78 cm, Musée d'Orsay[6]
- Le musée des Beaux-Arts de Brest[7] possède deux œuvres : La Sainte Vierge allaitant l'enfant Jésus, toile cintrée en haut, 60,5 × 50 cm, et La Femme malade, 1855, huile sur toile, 40,5 × 33 cm.
- Le musée d'Art et d'Histoire de Dreux conserve, en dépôt, Philippe de la Clite, seigneur des Commynes (1445-1509), une peinture sur huile de 1835, 72 × 56 cm, copie d'après un original conservé au château de Beauregard et commandé par Louis-Philippe pour le musée historique de Versailles (inv. D 952.8.1)[8].

Peintures d'Octave Tassaert
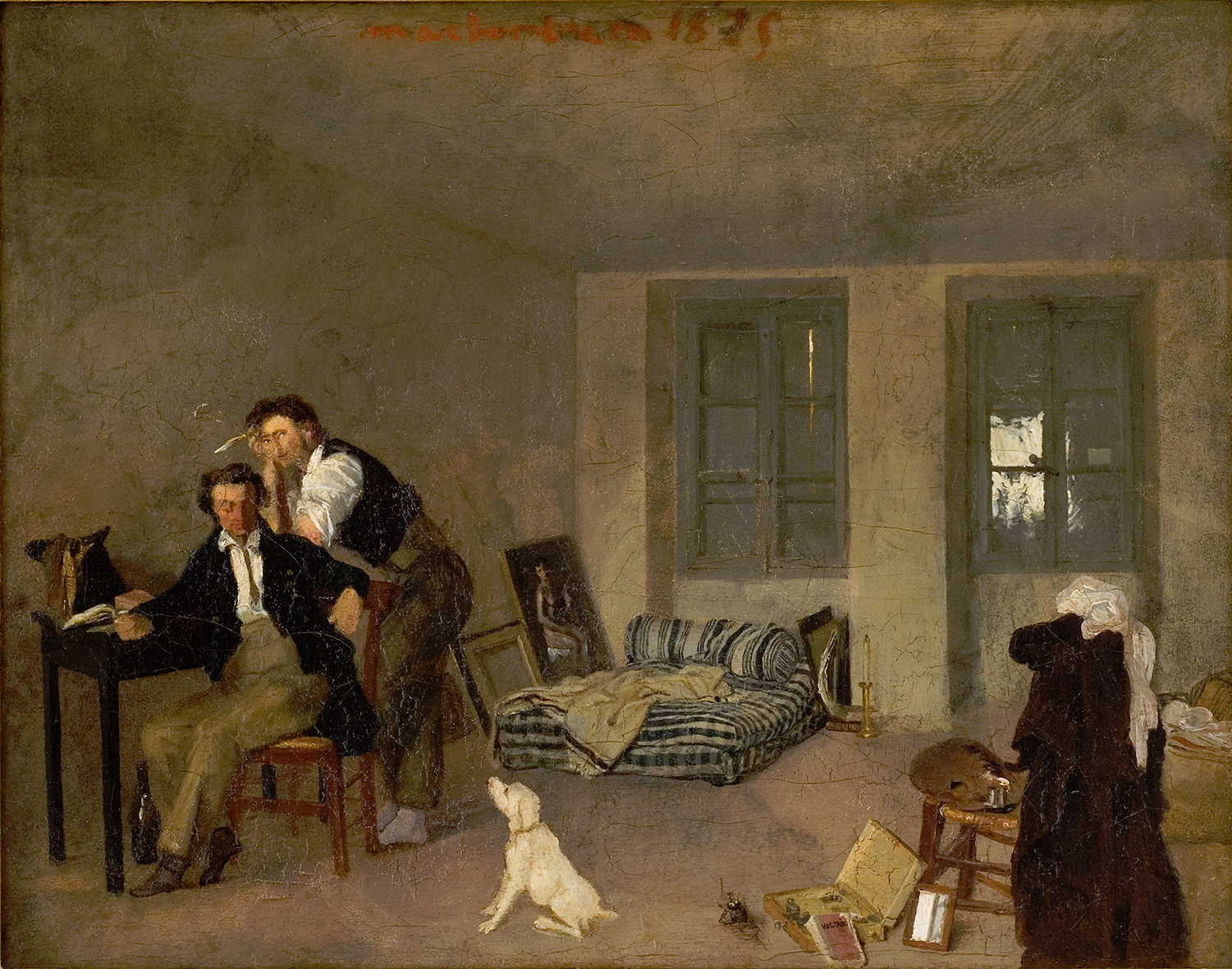
Ma chambre en 1825 (1825), Montpellier, musée Fabre.
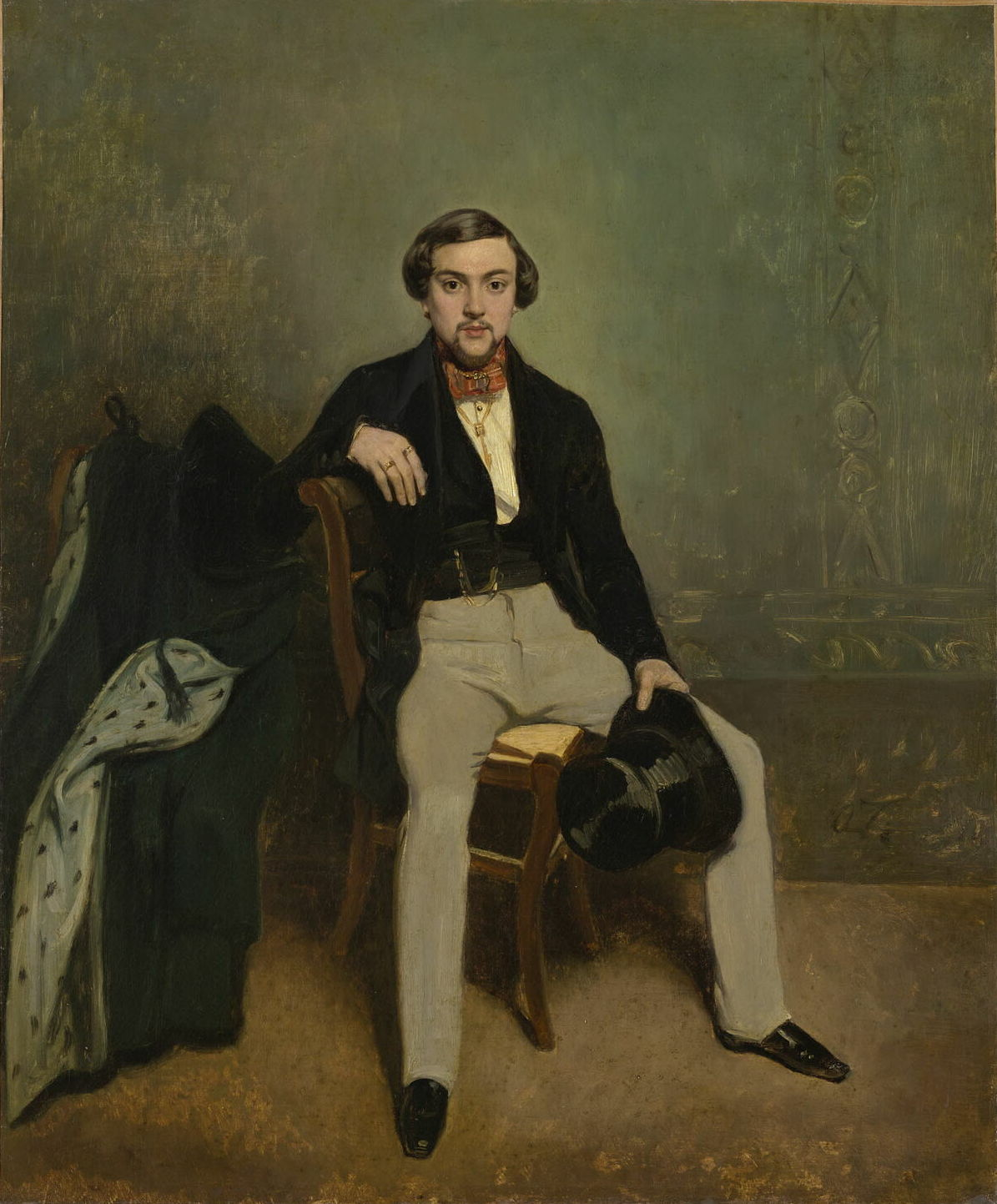
Monsieur Dubreuil (entre 1825 et 1850), Paris, musée du Louvre.
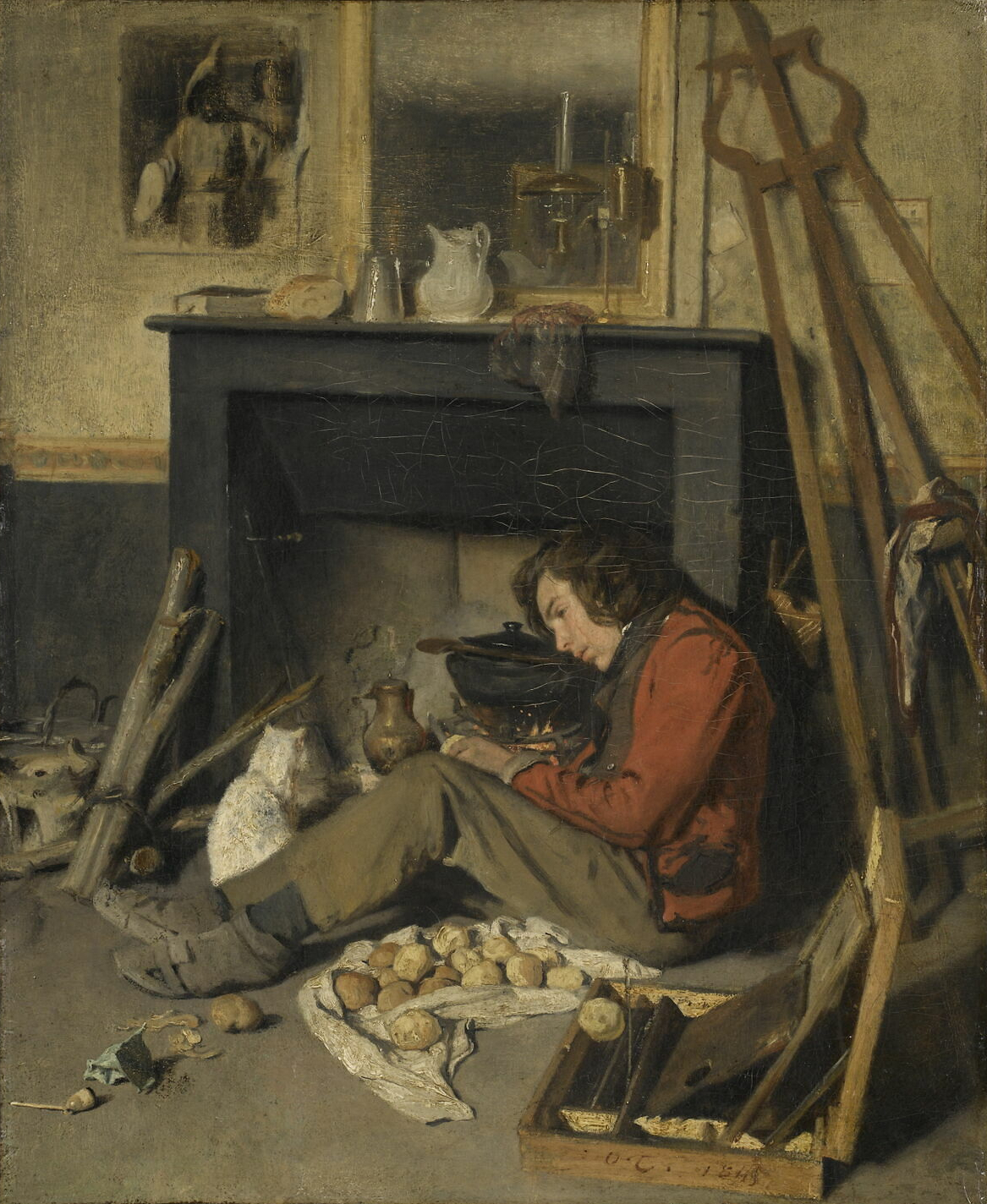
Intérieur d'atelier (1845), Paris, musée du Louvre.
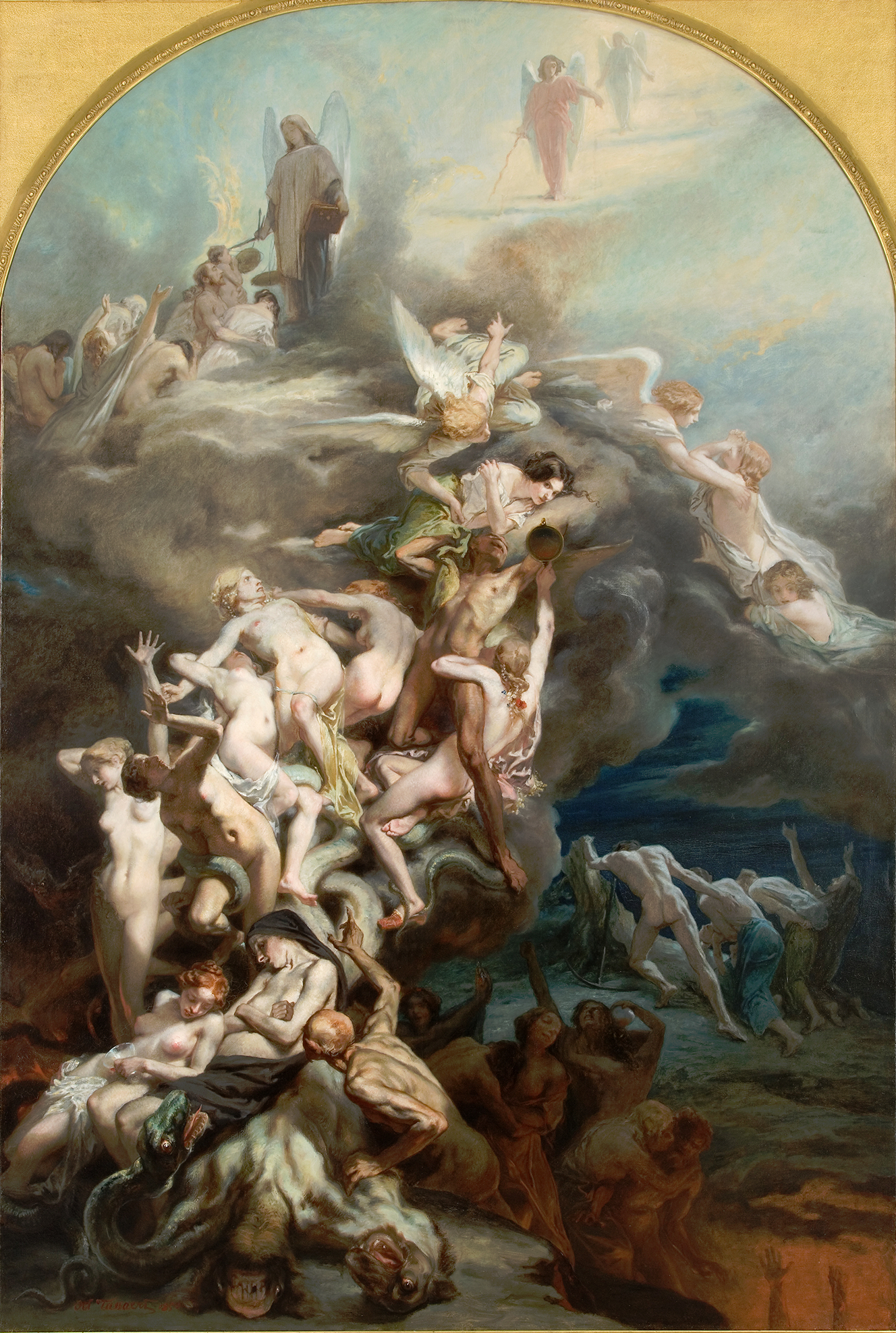
Ciel et enfer (1850), Montpellier, musée Fabre.
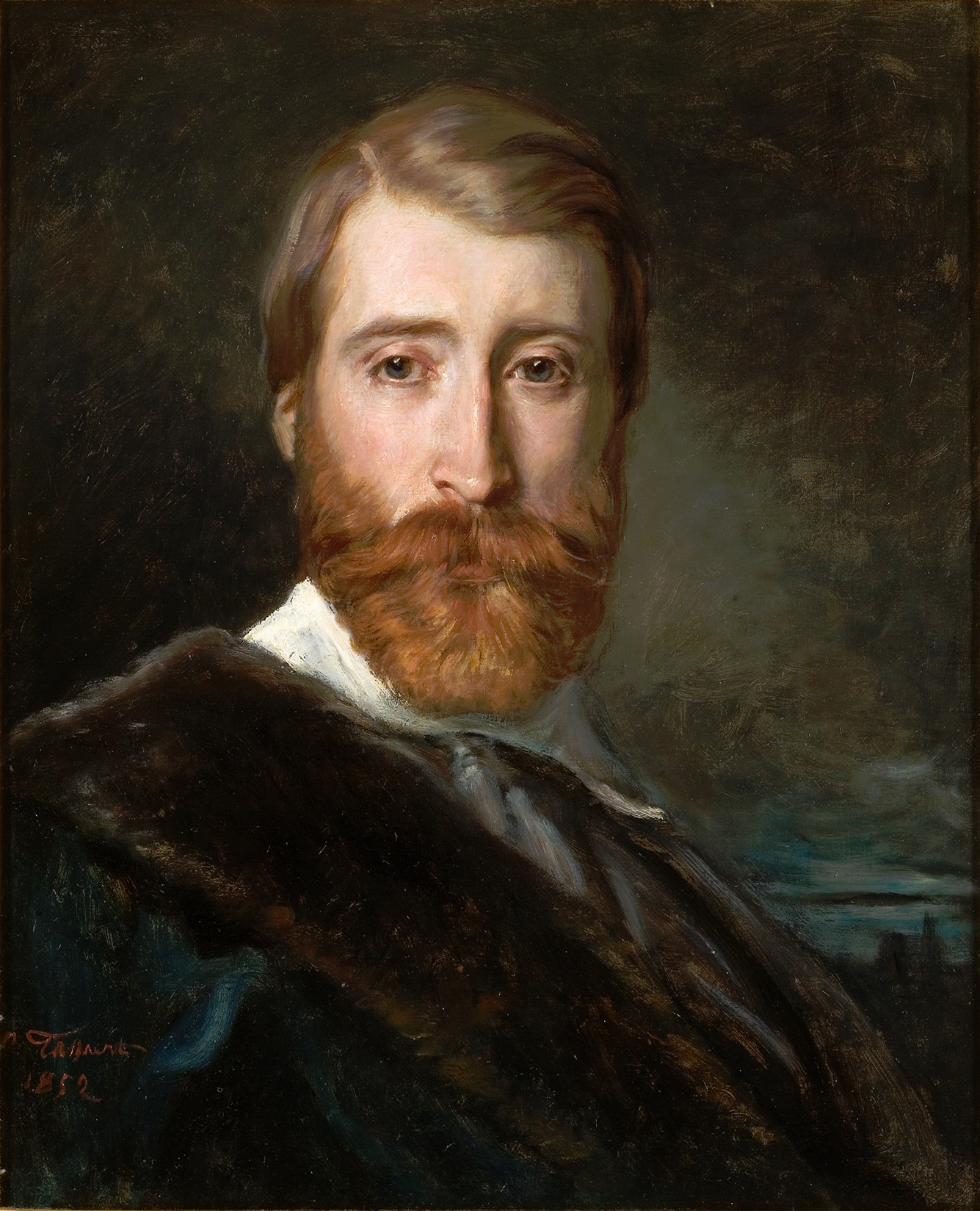
Portrait de Bruyas (1852), Montpellier, musée Fabre.
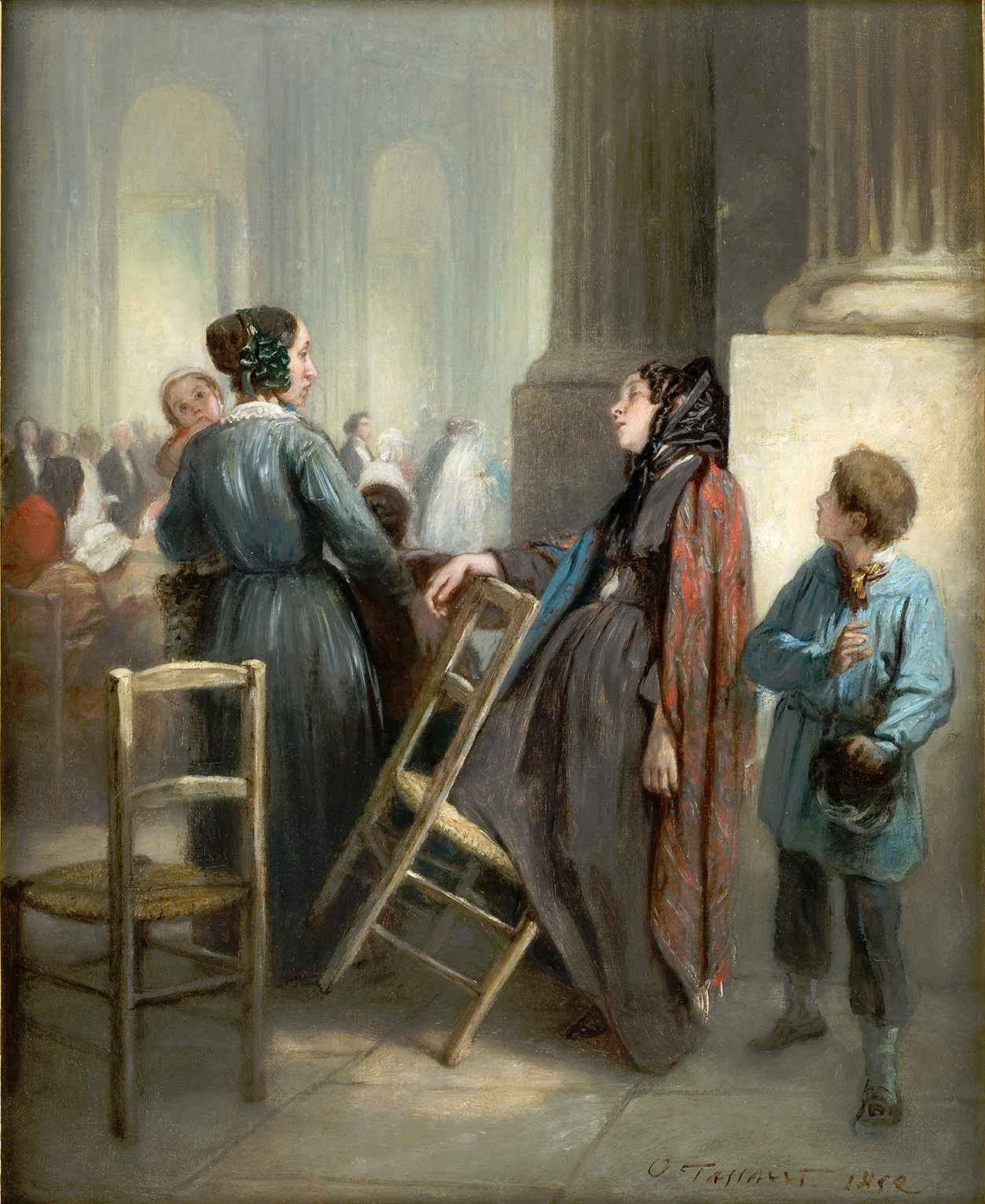
L'Abandonnée (1852), Montpellier, musée Fabre.
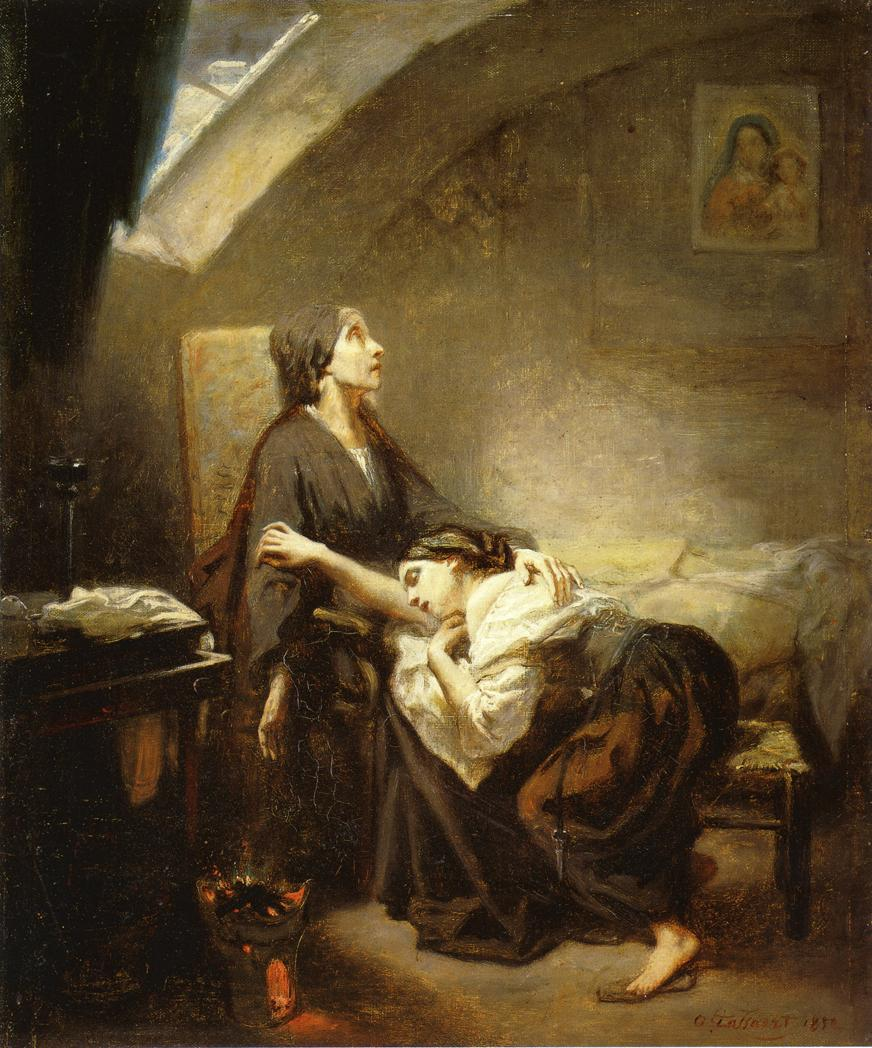
Suicide (1852), Montpellier, musée Fabre.
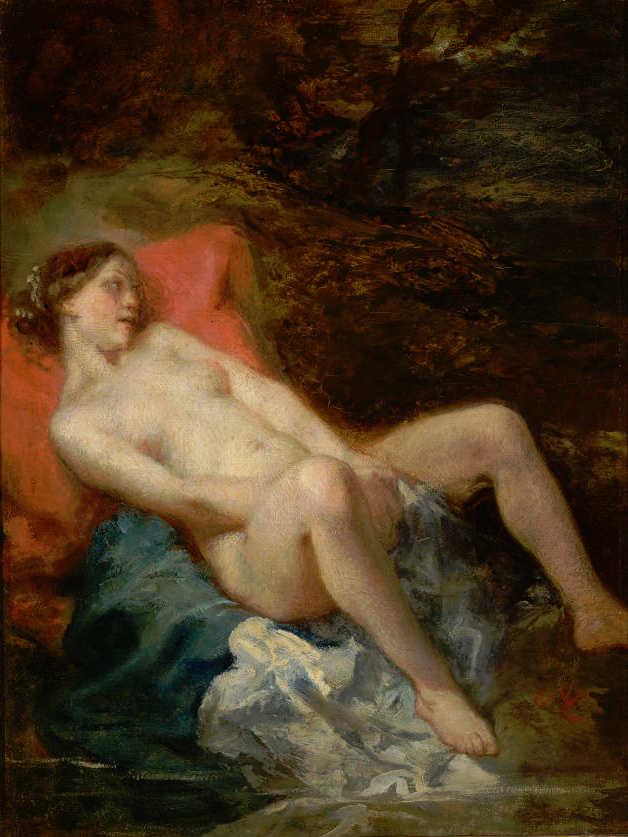
La Nymphe couchée (1852), musée des Beaux-Arts de Lyon.
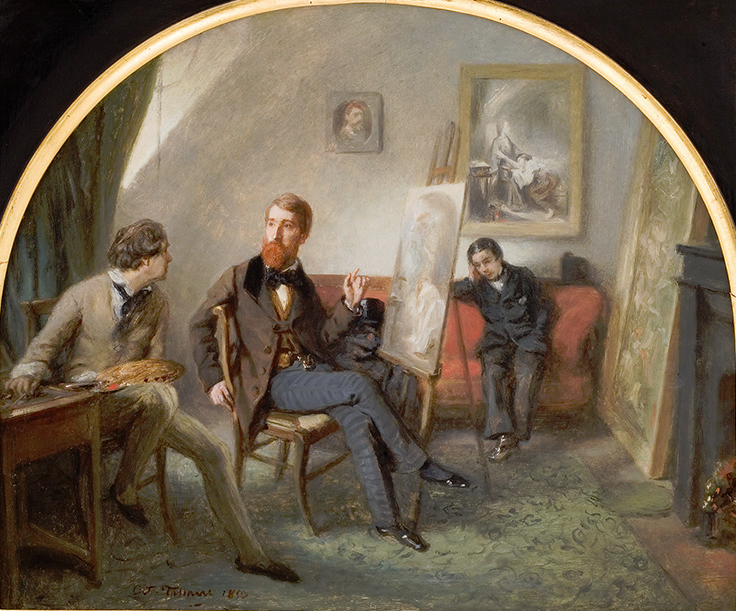
L'Atelier du peintre (1853), Montpellier, musée Fabre.
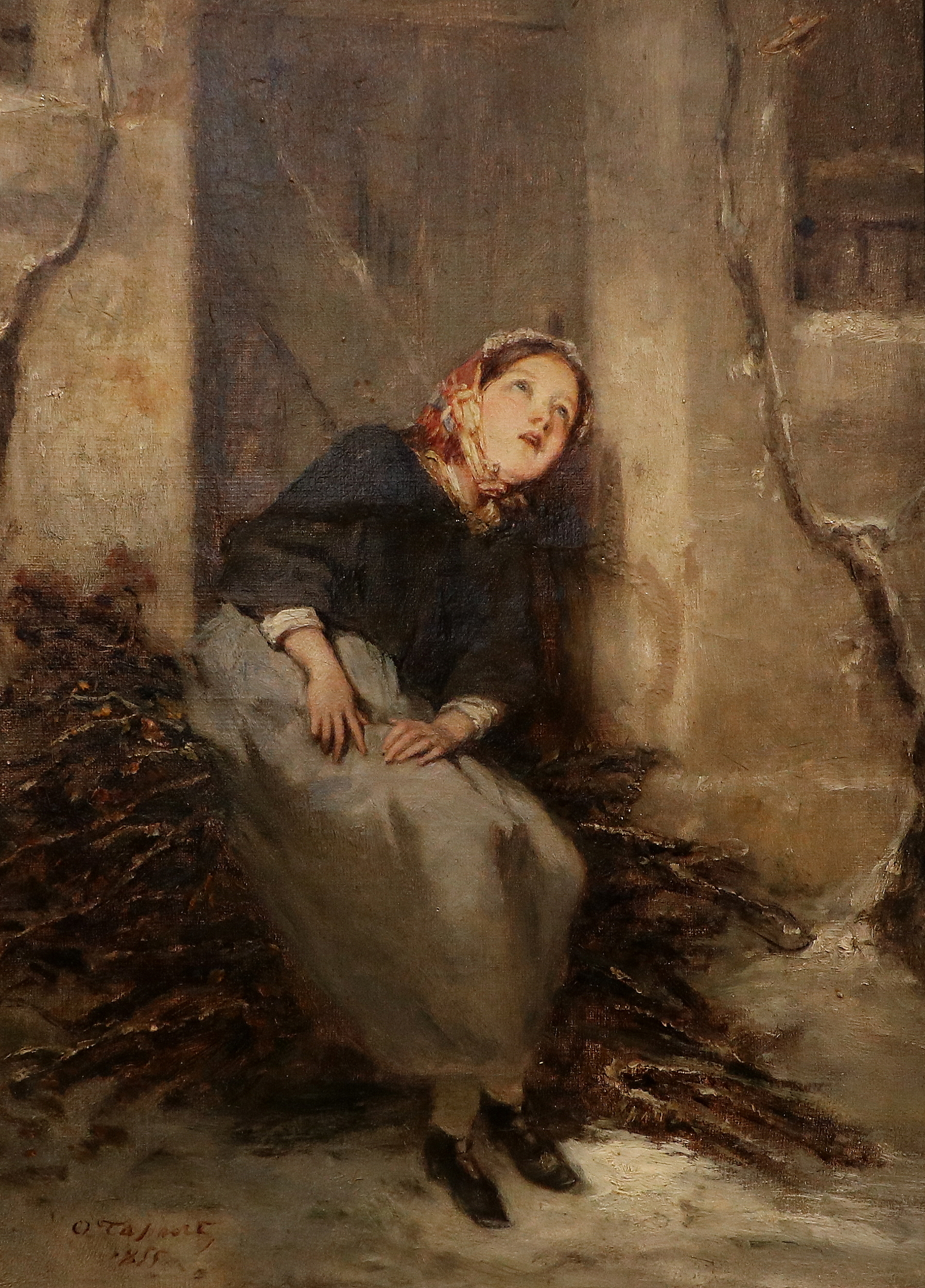
La Ramasseuse de fagots (1855), musée des Beaux-Arts de Caen.
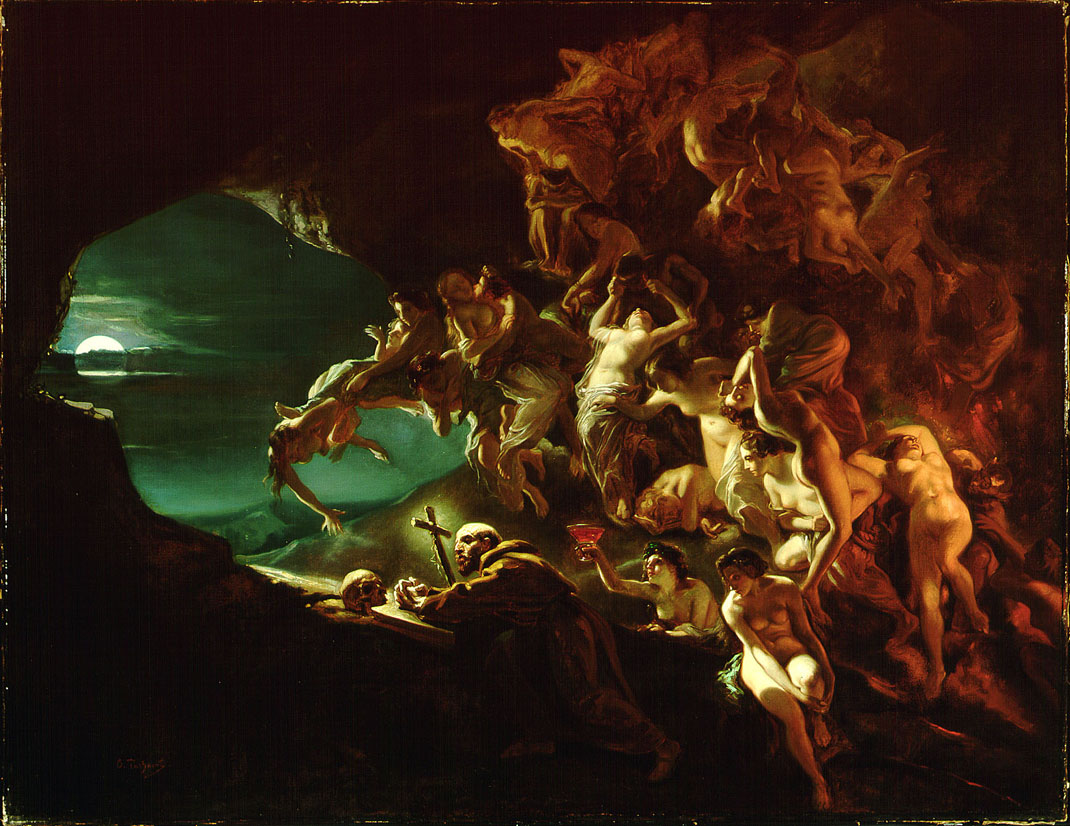
La Tentation de saint Hilarion (vers 1857), Musée des beaux-arts de Montréal.

Dessins d'Octave Tassaert
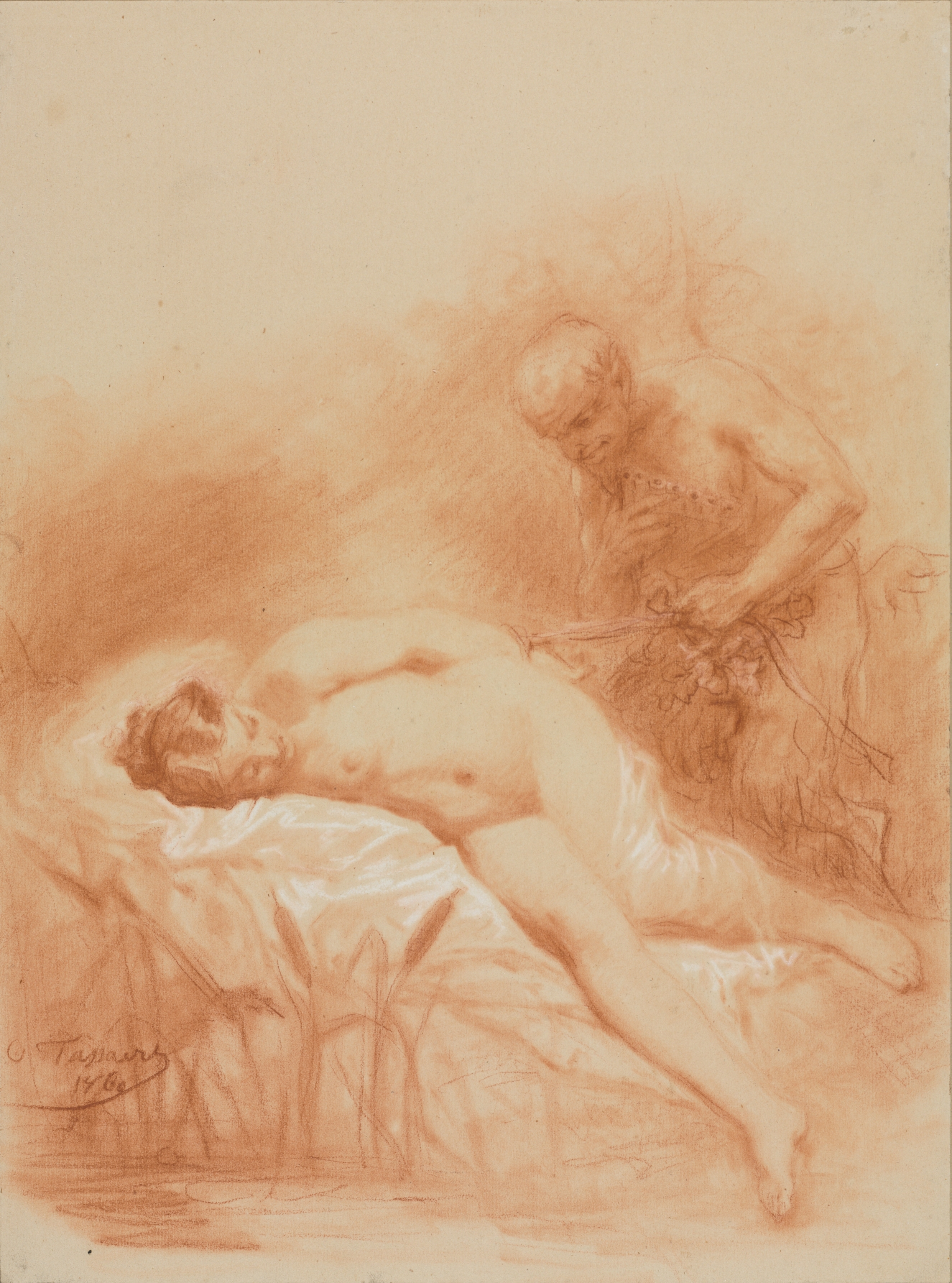
Nymphe et Faune (entre 1840 et 1872), Cleveland Museum of Art.
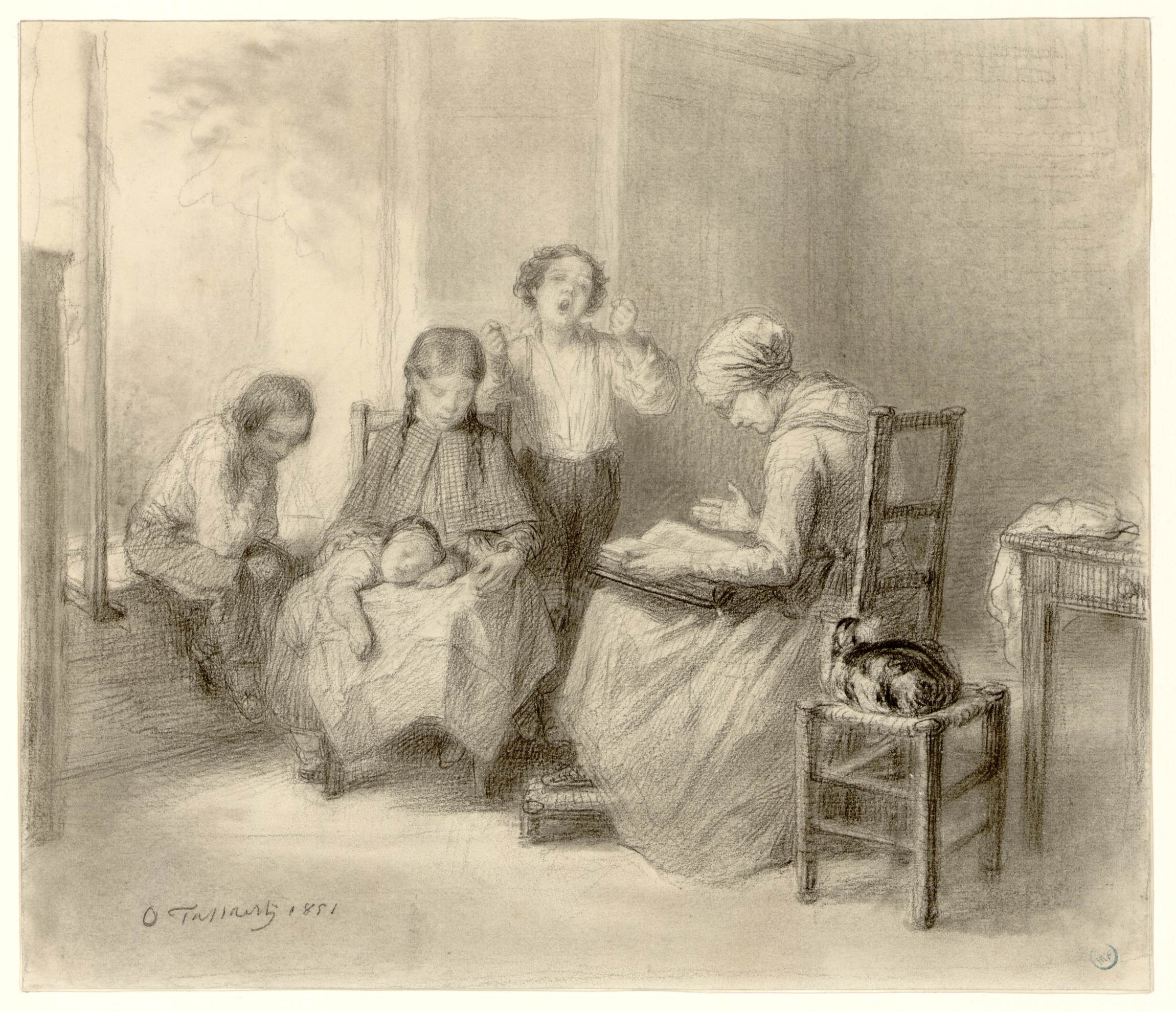
La Lecture de la Bible (1851), Montpellier, musée Fabre.
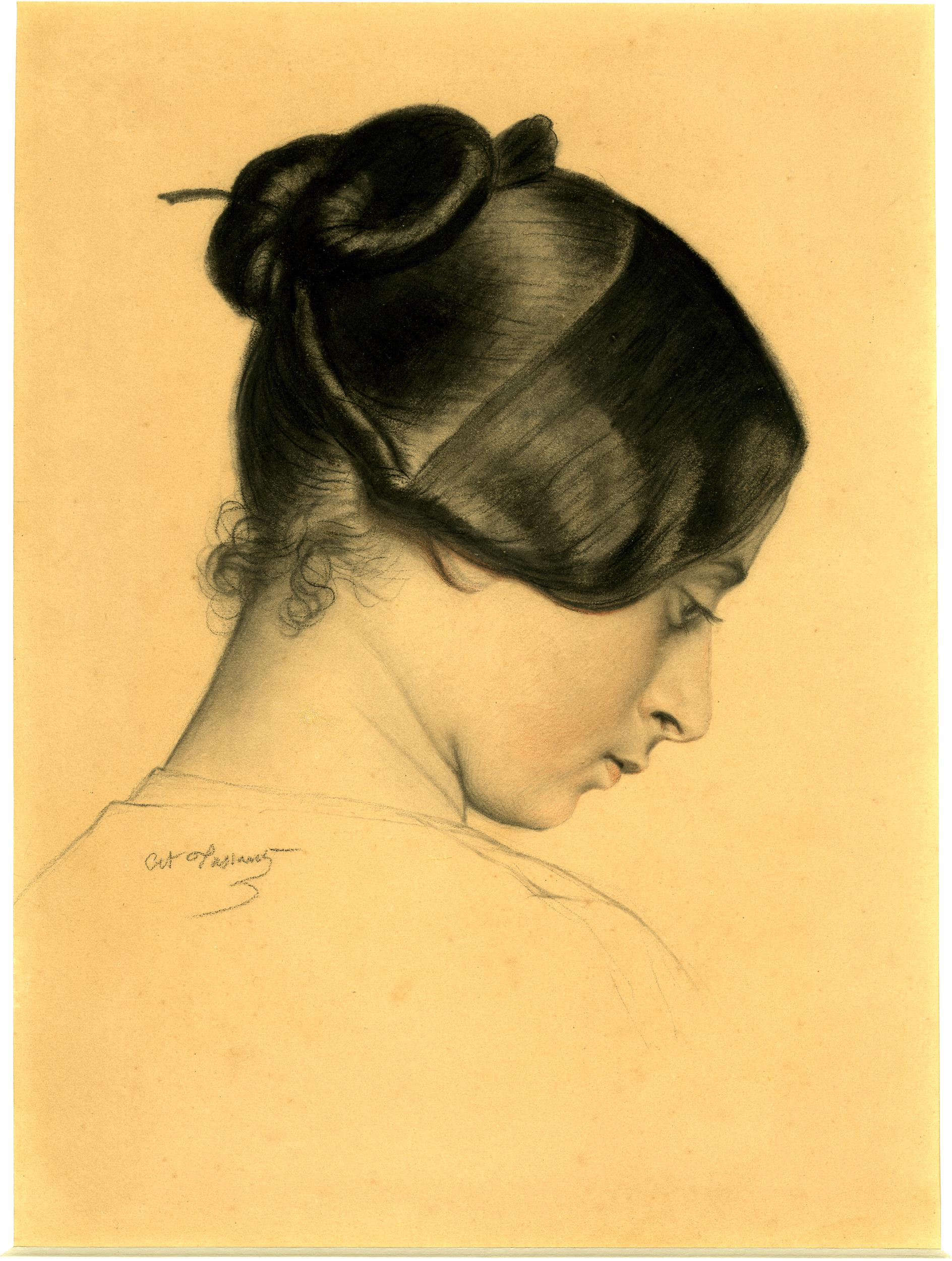
Femme de profil (entre 1854 et 1858), Londres, British Museum.